# Kisaura aurascens
Kisaura aurascens is een schietmot uit de familie Philopotamidae. De soort komt voor in het Palearctisch gebied.